# Carpodacus synoicus
El camachuelo del Sinaí o carpodaco del Sinaí (Carpodacus synoicus) es una especie de ave paseriforme perteneciente a la familia Fringillidae. Se distribuye por Afganistán, China, Egipto, Israel, Palestina, Jordania y Arabia Saudí. Es el pájaro nacional de Jordania[cita requerida] y su hábitat natural son los desiertos.